# 2 Die 4
«2 Die 4» es una canción de la artista sueca Tove Lo. Fue lanzada el 27 de julio de 2022 por Pretty Swede Records, el sello de Tove Lo y afiliado con Mtheory, que fue el cuarto sencillo de su quinto álbum de estudio, Dirt Femme. Fue coescrita con Gershon Kingsley y OzGo, quien también la produjo.

## Antecedentes y lanzamiento
La canción se estrenó a la par que True Romance, durante su primer concierto en directo desde la pandemia en The Observatory Santa Ana (California) el 18 de mayo de 2022, y siguió tocando ambos temas durante las fechas de la gira de 2022 en Estados Unidos y Europa. Tras su debut en directo, 2 Die 4 llamó inmediatamente la atención de los fans, que empezaron a pedir que se publicara la canción. 
Después de varias peticiones, Lo compartió un adelanto de la canción en TikTok por primera vez el 30 de junio. El 14 de julio, se reveló la portada de la canción y su fecha de lanzamiento, que más tarde confirmó en sus redes sociales, con el enlace de guardado previo y su fecha de lanzamiento para el 27 de julio. La canción se estrenó en el programa Future Sounds de Clara Amfo en BBC Radio 1 el 27 de julio de 2022.

## Composición
La canción fue producida por Oscar Görres (alias de OzGo), y contiene muestras de Popcorn, un instrumental de 1969 compuesto por Gershon Kingsley y lanzado originalmente por la banda estadounidense Hot Butter en 1972. Respecto a la letra fue escrita por Lo, Gorres y Kingsley. Aunque Lo y el productor Görres se han visto juntos en el estudio varias veces a lo largo de los años, 2 Die 4 marca solo su segunda colaboración en ser lanzada tras Flashes, una canción incluida en su álbum de 2016 Lady Wood. 
"Con 2 Die 4 quería una energía instantáneamente icónica. Nunca había utilizado una muestra de nada antes, y esto se sentía como el primer momento perfecto. Desde el punto de vista lírico, quería que fuera esa canción que me levanta el ánimo cuando me siento mal. Al principio es como un abrazo cálido, luego te separas, sueltas un grito y te pones a bailar", dijo Lo en un comunicado.
Sobre el significado de la canción, Lo dijo: "Esta es mi nueva canción [...] Puede que algunos reconozcáis partes de ella, es un remake de la canción Popcorn de Hot Butter y espero que os guste. Es la canción perfecta para ponerle a alguien que necesita un poco de ánimo y le sacas a bailar y te reconcilias un poco, ¡diviértete!".

## Videoclip
El primer vídeo de 2 Die 4, titulado como Scene 3, se estrenó el 27 de julio de 2022, junto con el lanzamiento de la canción. En él, la artista sueca lleva un atuendo futurista con un vibrador conectado y deambulando por un paisaje desértico, tirando de su larga trenza de forma sugerente y arbitraria mientras parece caminar sin rumbo, sin otro destino específico en mente que el agujero de otra persona para penetrar potencialmente. 
El vídeo fue dirigido por Kenny Laubbacher (que ya había trabajado con Lo en Thousand Miles, un tema incluido en su álbum debut de 2014, Queen of the Clouds. Sobre el vídeo, Lo comentó: "Quería hacer algo nostálgico [en términos de sonido], pero sexy e icónico. El personaje de esta escena es [como] una Wonder Woman con esa energía de tener un pene grande y eso me encanta. Si sabes lo que te conviene, escúchalo una y otra vez".
El vídeo oficial se estrenó el 30 de agosto. Dirigido por Anna-Lisa Himma, dominan los tonos azules, verdes y rosas. Lo resucita la escena de club europop que la lanzó a la fama a principios de la década de 2010. Lo la elogió: "Aún no había trabajado con ella. Pero tiene mucho talento y grandes ideas para hacerlo todo. Lo típico del pop con un toque bizarro. Ya sabes... ¡me encanta!". El vídeo muestra a Lo adoptando plenamente la moda de los primeros años en un club, mientras que las partes posteriores muestran a sus bailarines mojándose y enloqueciendo al ritmo del contagioso estribillo de la canción. 
En cuanto a la inspiración para el vídeo, Lo explicó: "Queríamos hacer una experiencia de Y2K de zorra pop. Con toda la coreografía, el vestuario, la humedad. Creo que más de lo que entregamos". Lo compartió además que algunos de los bailarines en el video estuvieron en la película de terror Climax (2018). "Míralo cuando te sientas un poco más estable emocionalmente. Es muy intenso, pero es hermoso", dijo sobre el largometraje".

## Posición en listas
| Listas (2022)                           | Posición más alta |
| --------------------------------------- | ----------------- |
| Bielorrusia (Unistar Top 20)            | 3                 |
| Bulgaria (IFPI)                         | 5                 |
| Croacia (HRT)                           | 15                |
| Dinamarca (Radiomonitor)                | 10                |
| Letonia (EHR Top 40)                    | 24                |
| Luxemburgo (Luxembourg Airplay Top 100) | 34                |
| Macedonia del Norte (Radiomonitor)      | 4                 |
| Noruega (VG-lista)                      | 37                |
| Polonia (OLiA)                          | 4                 |
| Rusia (Tophit)                          | 5                 |
| Serbia (Radiomonitor)                   | 3                 |
| Suecia (Sverigetopplistan)              | 19                |